# Тедеско, Жан
Жан Тедеско (фр. Jean Tedesco; 24 марта 1895, Лондон — 16 августа 1958, Париж) — французский критик, сценарист и режиссёр.
Был директором журнала Cinéa и главой Театра Вьё Коломбье между 1924 и 1934 годами, где в 1920-х годах демонстрировались авангардные фильмы.

## Фильмография
- 1951: Наполеон Бонапарт, император Франции (документальный)
- 1951: Английский, как мы на нем говорим (по Тристану Бернарду) (короткометражный фильм)
- 1951: Люди из стали (короткометражный)
- 1948: Жив или мёртв совместно с Шарлем Дешамом
- 1946: Комедия до Мольера (короткометражный)
- 1945: Расследование 58 (короткометражный)
- 1943: Рука человека (короткометражный документальный фильм)
- 1941: По тропам Ламартина (документальный)
- 1937: Панорамы вдоль воды
- 1931: Любовь и кадриль
- 1930: Мор Вран Жана Эпштейна — надзор за звуковой системой
- 1928: Девочка со спичками (содиректор: Жан Ренуар)